# Lễ hội Mùa xuân Budapest
Lễ hội Mùa xuân Budapest (Tiếng Hungary: Budapesti Tavaszi Fesztivál, BSF) là lễ hội văn hóa lớn nhất Hungary, bắt đầu tổ chức từ năm 1981. Chuỗi sự kiện kéo dài nhiều ngày, được tổ chức hàng năm, bao gồm các buổi biểu diễn truyền thống (nhạc cổ điển, jazz, opera, ballet, sân khấu), triển lãm, văn hóa dân gian và các sự kiện ngoài trời.
Lần cuối cùng lễ hội được tổ chức là vào năm 2019. Vào năm 2020, do đại dịch COVID-19 nên lễ hội bị hủy. Năm 2021, lễ hội được tổ chức trực tuyến từ ngày 9 đến ngày 18 tháng 4.

## Sáng kiến tổ chức
Lengyel Márton, nguyên Phó văn phòng Du lịch Quốc gia từ năm 1978 đến 1986, coi cả du lịch và văn hóa là một lĩnh vực chiến lược trên quan điểm kinh tế. Ông cùng Imre Kiss, giám đốc văn hóa của Nhà xuất bản Du lịch và Tuyên truyền, đồng khởi xướng Lễ hội Mùa xuân Budapest được tổ chức hàng năm kể từ năm 1981.
Chuỗi sự kiện văn hóa của thủ đô này mang lại nguồn thu nhập tài chính khổng lồ cho các đơn vị và người dân làm du lịch.

## Ý nghĩa của Lễ hội mùa xuân Budapest
Lễ hội Mùa xuân Budapest đã đạt được ý nghĩa chính trị quốc gia quan trọng trong lĩnh vực thống nhất văn hóa Hungary. Lê hội đã thu hút được các nghệ sĩ nổi tiếng thế giới như Tamás Vásáry hay György Cziffra.
Năm 2006, Lễ hội Fringe Budapest lần đầu tiên được tổ chức trong khuôn khổ lễ hội.
Theo thời gian, ngày càng có nhiều thành phố ở vùng nông thôn, chẳng hạn như Debrecen, Győr, Kecskemét, Szentendre, Gyula, Pécs, Eger, Sopron, Szeged và Szombathely, cũng bắt đầu tổ chức lễ hội mùa xuân.

## Hoãn tổ chức
Năm 2020, Chính phủ Hungary đã đưa ra các quy định của chính phủ liên quan đến tình trạng khẩn cấp y tế toàn cầu, hoãn lễ kỷ niệm 40 năm Lễ hội Mùa xuân Budapest.

## Thành tựu của lễ hội
Năm 2003, lễ hội Mùa xuân Budapest giành được Giải thưởng Nghệ thuật Gundel ở hạng mục Giải thưởng Budapest.